# Pierre Commelin
Pierre Marie Commelin, né à Noyal-Muzillac (Morbihan) le 15 mai 1837 et mort dans le 7e arrondissement de Paris le 3 avril 1926, est un traducteur et écrivain français.

## Biographie
Il obtient l'agrégation de grammaire en 1875 et il est ensuite professeur dans divers établissements à Niort et Paris.
Pierre Commelin a traduit de nombreuses œuvres d'auteurs latins et il est l'auteur d'une Mythologie grecque et romaine fréquemment rééditée.